# Jaume Ministral Masià
Jaume Ministral i Masià (Girona, 1914 - Barcelona, 1982) fou un escriptor i pedagog català. Durant els anys 1950 va ser director del Grup Escolar Baixeras, a Barcelona. Va ser guionista de ràdio i, més tard, de televisió. Els anys seixanta va contribuir al desenvolupament del teatre en català. Va escriure una comèdia, El gandul (1969), concebuda per a l'actor Joan Capri, que va aconseguir un gran èxit entre els habituals del Teatre Romea i dels teatres del Paral·lel barceloní. Ministral va tenir una profunda relació amb Capri, que va ser protagonista de la sèrie de televisió Doctor Caparrós, medicina general (1979), inspirada en la vida del poble de Maçanet de Cabrenys i per la qual va aconseguir el premi Ondas. Aquesta relació es va mantenir a la segona part de la sèrie, que es va emetre el 1982 amb el títol de Doctor Caparrós, metge de poble. Ministral va aconseguir també celebritat per les obres Proceso a la vida, Demà és festa i Aquí l'inspector Cristòfol..., canvio!. També va publicar narrativa: Ciutat petita i delicada (1975), Nosaltres, els mestres (1980), Confessem-nos (1980) i Tramuntana boja (1981). Va firmar alguns llibres amb el pseudònim J. Lartsinim.

## Obres[1]

### Obres inicials
- ¡Vaya equipo! (Primera novel·la sobre estudiants)
- ¿Conoce usted Barcelona? (Una guia de la ciutat)
- ¿Qué es la Psicología? (Breviari de divulgació)

### Novel·la policíaca (Amb el pseudònim de Lartsinim)
- El doctor no recibe
- El caso del psicoanálisis
- El caso de la grafología
- La señorita de la mano de cristal
- La pista de los actos fallidos
- Sencillamente una cinta de máquina

### Novel·la de ciència-ficció
- Tierra dos (Una altra terra a l'espai?)
- ¿Está habitada la tierra? (La terra des d'un altre planeta)

### Novel·la autobiogràfica
- Ciutat petita i delicada (La ciutat de Girona)
- Nosaltres els mestres (Biografia d'una generació)

### Novel·la de costums
- Tramuntana boja (L'Empordà-Maçanet)
- Confessem-nos? (Polèmica religiosa)

### Guions de ràdio
- El humor y la ràdio (13.000 guions en 2O anys)
- La hora de los niños (Emissió infantil de ràdio)
- Guió «Campaña Benéfica» (amb Joan Viñas i el Sr. Dalmau)

### Obres de teatre
- Proceso a la vida (finalista Premio Nacional Tirso de Molina)
- Llegarán ochenta mil (De fantasia-polèmica)
- Demà és festa (Costums de mestres)
- El gandul (protagonista Joan Capri)
- El comissari (Joan Capri)

### Sèries de televisió
- Doctor Caparrós. Medicina general (13 guions. Joan Capri)
- Amor meu, que n'ets de tossut (amb Joan Pera)
- Doctor Caparrós, metge de poble (10 guions: inacabat)